# Svinasjön, Skåne
Svinasjön är en sjö i Hässleholms kommun i Skåne och ingår i Helge ås huvudavrinningsområde. Sjön är 2,5 meter djup, har en yta på 0,0077 kvadratkilometer och befinner sig 100 meter över havet.